# Cellon
Cellon oder Zellon ist ein schwer brennbares Gemisch von Celluloseacetat (ugs. Acetylcellulosen) und Campher. Löslich ist es in Aceton.
Als Folie ist es von Cellophan kaum zu unterscheiden. Arthur Eichengrün erhielt 1909 ein Patent darauf und betrieb die Cellon-Werke in Berlin. 1911 erwarb die RWS in Troisdorf eine Fertigungslizenz. Im Ersten Weltkrieg wurden damit Flugzeuge wie die Linke-Hofmann R-Typen bespannt, um sie „durchsichtig“ zu machen. Der Bespannstoff von Flugzeugen wurde zur Glättung auch mit Cellon (Spannlack) eingestrichen und auch die Außenhülle von Luftschiffen wurde  mit einem Spannlack auf Cellon-Basis mit div. Zumischungen versehen. Cellon-Lack fand auch Verwendung als elektrotechnischer Isolierstoff. Schallplatten aus Cellon wurden ebenfalls hergestellt. Cellon ist ein wichtiger Bestandteil von Sicherheitsfilm, da es bedeutend schwerer entflammbar ist als Zelluloidfilm.
1933 empfahl man Cellon-Feuerschutz als Vorbeugungsmittel gegen Fliegerbomben.

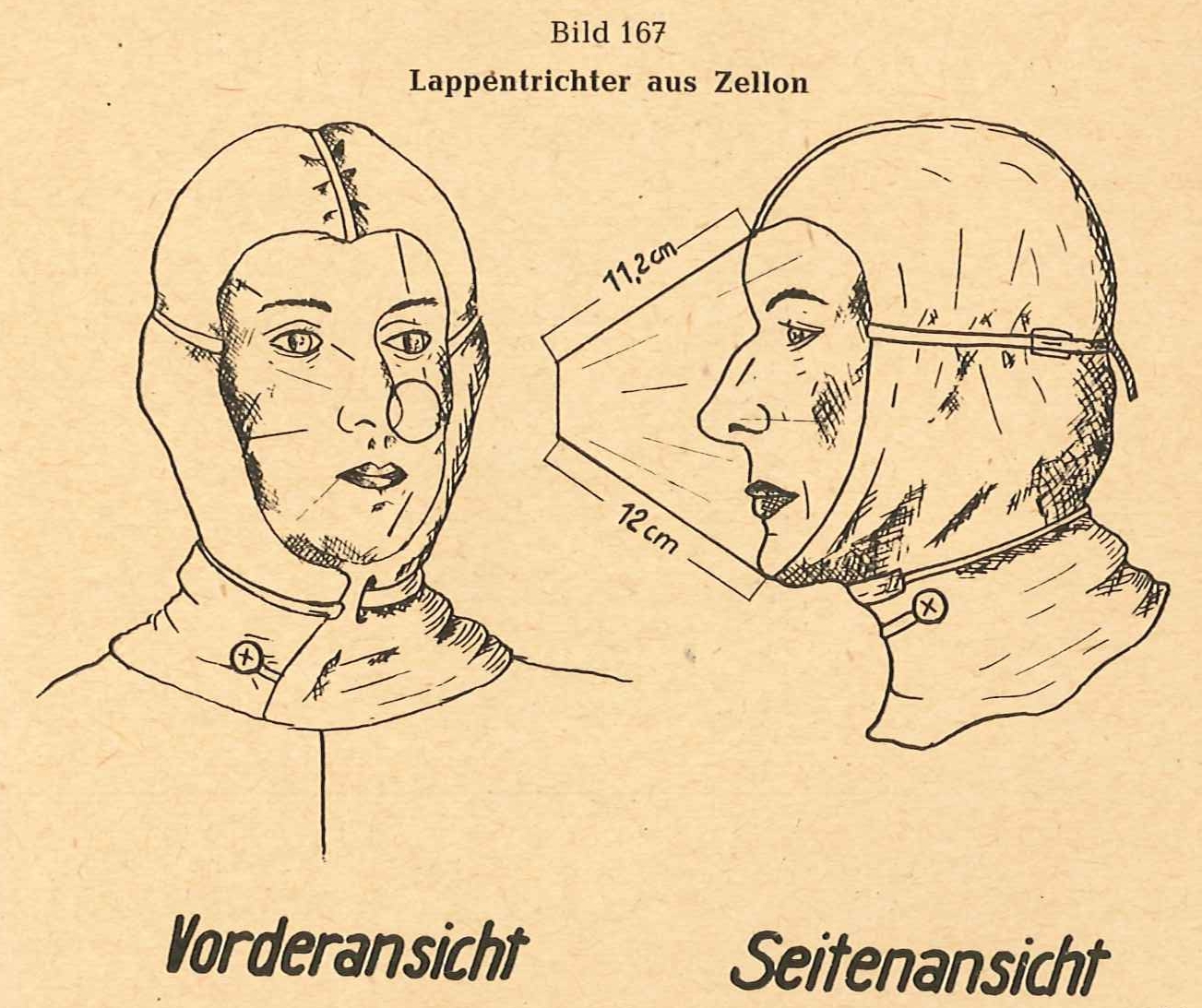
Sogenannter Lappentrichter aus Zellon als Gesichtsschutz gegen Kälte für Wehrmachtssoldaten im Zweiten Weltkrieg

Cellon wird als Zwischenschicht für splitterhemmendes Verbundglas genutzt, aber auch bei der Herstellung von Gas- und Atemmasken sowie für den Verschluss von Trink- und Tubenverschlüssen. Im Zweiten Weltkrieg fand Cellon seine Verwendung als Gesichtsschutz bei starken Schneefällen sowie Eisregen.